# Pretor
Pretor (em latim: Praetor) era um dos títulos concedidos pelo governo da Roma Antiga a homens que atuavam em duas diferentes funções oficiais: comandante de um exército (já em campanha ou, muito raramente, antes dela) ou um magistrado eleito para realizar diversas funções (que variaram em diferentes períodos da história de Roma). As funções desta magistratura, chamada "praetura" ("pretorado") são descritas pelos diversos adjetivos: o poder pretorial ("praetoria postestas"), a autoridade pretorial ("praetorium imperium") e o direito pretório ("ius praetorium" ou "ius honorarium"), as normas jurídicas estabelecidas pelos pretores nos seus "edicta". "Pretório" ("praetorium") é um substantivo que denota o local a partir do qual o pretor exercia sua autoridade, seja o quartel-general de seu castro, o tribunal onde se reunia seu judiciário ou a sede de seu governo provincial.

## História

### Período pré-republicano
Autores clássicos não descrevem os eventos que levaram à criação do título de pretor, mas a obra do estadista e advogado do final do republicano Cícero explorou a filosofia e os usos do termo "praetor". O prefixo "prae" é uma boa indicação de que o detentor do título era um "primeiro" de alguma forma nas sociedades que utilizavam o título. Lívio menciona que os latinos eram liderados e governados em tempo de guerra por dois deles e os samnitas, por um. Um ditador era chamado de "praetor maximus". O uso de vários adjetivo derivados ("praetorius", "praetoricius" e "praetorianus") em um grande número de circunstâncias testificam este uso mais geral. Era comum em Roma que as funções de liderança em qualquer corporação ou empresa Roma fossem detidas por um "pretor".
Inicialmente, o poder pretorial era detido pelos cônsules, dois oficiais eleitos anualmente e herdeiros do poder real. Muito provavelmente, o próprio rei teria sido o primeiro pretor. A melhor explicação disponível em fontes antigas está em De Legibus, de Cícero, obra na qual ele propôs leis ideais baseadas na teoria constitucional romana:
| “ | Latim: Regio imperio duo sunto, iique praeeundo iudicando consulendo praetores iudices consules appellamino. Militiae summum ius habento... Português: Que haja dois com autoridade real e que sejam chamados pretores, juízes e cônsules pois serão primeiros, julgando e sendo consultados. Que tenham o comando supremo dos militares... | ” |

Esta etimologia de "pretor" se tornou o padrão e ainda assim permanece. Cícero afirma que a palavra continua as mesmas partes elementares que o verbo "praeire" ("praeeo": "ir à frente, preceder, abrir caminho").

### Período republicano
Lívio explica que, em 366 a.C., o pretorado foi criado para liberar os cônsules de suas funções judiciais. O pretor seria um juiz supremo e pares dos cônsules; era eleito pelo mesmo eleitorado (a Assembleia das centúrias) e assumia suas funções no mesmo dia com o mesmo juramento. Até 337 a.C., os pretores eram escolhidos apenas entre os patrícios e, neste ano, foi eleito o primeiro pretor plebeu, Quinto Publílio Filão.
A partir daí, os pretores passaram a aparecer frequentemente na história romana, primeiro como generais e juízes e depois como governadores provinciais. Já no final da República Romana, um ex-pretor podia servir como propretor (um promagistrado que servia "no lugar do pretor") para atuar como governador provincial por períodos mais longos, geralmente uma extensão de seu mandato pretorial.

## Pretorado
O pretor eleito era um magistrado curular, tinha poder de imperium e, por isto, era um dos magistrados maiores. Ele tinha o direito de sentar numa cadeira curul, de vestir a toga pretexta e de ser acompanhado por seis lictores. Seu imperium se limitava à sua própria esfera de influência (uma cidade, uma província ou um exército) e estava sujeito apenas ao veto de cônsules e ditadores, cargos mais elevados, ou dos tribunos da plebe, que tinham poder ilimitado de veto.
Contudo, a autoridade ("postestas") e o poder ("imperium") dos cônsules e pretores no período republicano não devem ser superestimados. Eles não exerciam um julgamento independente na solução de problemas de estado, pois, ao contrário dos modernos poderes executivos, eles recebiam tarefas de alta patente diretamente através de decreto senatorial sob a autoridade do Senado e o povo de Roma.

## Pretores e suas funções

### República Romana
Em 246 a.C., o Senado Romano criou um segundo pretor, por duas razões: dividir a carga de trabalho judicial do pretor e prover à República um magistrado com poder de imperium, que podia alistar e comandar um exército em caso de emergência, especialmente quando os dois cônsules estavam fora de Roma em campanha.

#### Pretor peregrino
No final da Primeira Guerra Púnica, um quarto magistrado com direito ao poder de imperium aparece nas fontes, o "praetor qui inter peregrinos ius dicit" ("pretor que administra justiça entre estrangeiros"), conhecido geralmente apenas como pretor peregrino. Mesmo o título tendo sido alterado no período imperial para "praetor inter cives et peregrinos" ("pretor que administra justiça entre cidadãos e estrangeiros"), é improvável que, no final do século III a.C., as expansões romanas e a anexação de populações estrangeiras tenham exigido a criação de uma magistratura especificamente para isto. T. Corey Brennan, em seu estudo em dois volumes sobre o pretorado, argumenta que, durante a crise militar na década de 240, um segundo pretorado foi criado para deixar disponível um outro detentor do poder de imperium disponível para comandar e para administrar a justiça provincial inter peregrinos. Durante a Segunda Guerra Púnica, o pretor peregrino estava frequentemente fora de Roma em missões especiais enquanto o pretor urbano geralmente ficava na cidade para comandar o sistema judiciário.

#### Pretor urbano
O pretor urbano presidia os casos civis entre os cidadãos romanos. O Senado Romano exigia que alguns dos oficiais mais graduados estivessem em Roma em qualquer circunstância, um papel que recaiu sobre o pretor urbano. Na ausência dos cônsules, ele era o magistrado mais graduado da cidade, com poder de convocar o Senado e organizar a defesa da cidade no caso de um ataque. Ele só tinha permissão para deixar a cidade por não mais do que dez dias por vez. O pretor urbano presidia os Jogos Apolinários, era o magistrado mais sênior na administração da justiça e promulgava o édito pretorial, descrições da política pretorial a respeito de decisões judiciais a serem tomadas durante seu mandato.

#### Outros pretores
A expansão da autoridade romana sobre terras distantes exigiu a criação de mais pretores. Dois foram criados em 227 a.C., para governar a Sicília e a Sardenha, conquistadas dos cartagineses, e mais dois quando as províncias hispânicas foram criadas em 197 a.C.. Lúcio Cornélio Sula conseguiu transferir a administração das províncias para promagistrados (antigos cônsules e pretores), aumentando assim o número de pretores para oito. Júlio César elevou o número para dez, depois quatorze e finalmente dezesseis.

### Império Romano
Augusto promoveu mudanças com objetivo de reduzir o pretor a um administrador imperial e não mais um magistrado. O corpo eleitoral foi alterado para o Senado, que passou a ser um instrumento de ratificação do poder imperial. De forma simplificada, o estabelecimento do principado pode ser visto como a restauração da monarquia com um nome diferente e, por isto, o imperador assumiu de volta todos os poderes antes detidos pelos reis de Roma, mas utilizava das instituições republicanas para exercê-los. Como exemplo, o imperador presidia a mais alta corte de apelação romana.
Porém, a necessidade de administradores permaneceu tão aguda quanto antes. Depois de várias mudanças, Augusto fixou o número de pretores em doze. Sob Tibério, o número cresceu para dezesseis. Como administradores imperiais, suas funções estavam limitadas a assuntos que, no período republicano, podiam ser consideradas como "minima" ("descritos em lei"). Dois pretores foram nomeados por Cláudio para assuntos relacionados a fideicomissos ("fideicommissa" - leis sobre propriedade), pois a carga de trabalho se tornou considerável. Tito reduziu novamente o número para um e Nerva acrescentou um novo pretor para tratar de assuntos entre o fiscus (o erário romano) e os indivíduos. Marco Aurélio nomeou um pretor para assuntos relacionados à "tutela" ("guarda legal").

## Pretores como juízes
Os casos judiciários romanos eram divididos em duas amplas categorias, julgamentos civis e criminais, e o envolvimento de um pretor era diferente em cada um deles. Quando um pretor administrava justiça em um tribunal, ele se sentava numa cadeira curul ("sella curulis"), que era a parte da corte reservada para o pretor e seus assistentes e amigos. Em corte, o pretor agia "e tribunali" ou "ex superiore loco" (literalmente "a partir de uma plataforma elevada" ou "de um lugar mais alto"), mas ele podia também realizar atos ministeriais fora da corte, quando estava "e plano" ou "ex aequo loco" (literalmente "a partir do plano" ou "de um lugar igual" ou "de mesmo nível"). Um exemplo eram as validações de atos de manumissão quando o pretor estava em trânsito, geralmente a caminho de algum prédio público ou de casa.

### Julgamentos civis
Em um "actio", que era civil, o pretor podia tanto emitir uma interdição ("interdictum") proibindo uma circunstância ou nomear um juiz ("iudex"). Todos os procedimentos legais perante um pretor eram tecnicamente chamados de "in iure" e, neste estágio, o pretor podia estabelecer uma fórmula ("formula") direcionando o juiz sobre uma remediação a ser concedida se ele decidisse que certas condições foram preenchidas; por exemplo: "Seja Túlio o juiz. Se parecer que reú deve pagar 10 000 sestércios ao queixoso, que o juiz condene o réu a pagar 10 000 sestércios ao queixoso. Se não parecer assim, que o queixoso o absolva". Depois que estas instruções eram entregues ao juiz, os procedimentos não eram mais "in iure", mas "apud iudicem"; mesmo assim, o juízo ("iudicium") do juiz era mandatório.
Porém, na época de Diocleciano, esta processo em dois estágios já havia quase desaparecido e o pretor ou ouvia o caso inteiro em pessoa ou nomeava um delegado ("iudex pedaneus"), garantindo depois que a decisão seria cumprida; a fórmula foi substituída por um sistema informal de alegações.
Na época republicana, o pretor urbano emitia anualmente o chamado "Édito pretorial", geralmente apoiado por juristas, declarando sua política geral sob as quais concederia remediações. As provisões legais que emergiam destes éditos eram conhecidas como "ius honorarium". Em teoria, o pretor não tinha o poder de alterar a lei, mas, na prática, o édito alterava os direitos e deveres de indivíduos e efetivamente um documento legislativo. Na época de Adriano, porém, os termos do édito foram tornados permanentes e este poder legislativo de facto do pretor foi abolido. Em certo sentido, os sucessivos éditos acabaram se tornando um "corpus" de precedentes pretoriais. O desenvolvimento do Direito Romano deve muito ao sábio uso desta discricionariedade pretorial.

### Julgamentos criminais
Os pretores também presidiam as quaestiones perpetuae, que eram os julgamentos criminais, chamados assim por que eram divididos em vários tipos e cada pretor era associado a um deles de forma permanente. Os pretores nomeavam os juízes que atuavam como jurados que decidiam a culpa ou inocência dos réus. Estas "quaestiones" cuidavam dos crimes contra o povo ("crimina publica"), alguns dos quais exigiam a atenção de um pretor. A penalidade pela condenação era geralmente a morte, mas outras penalidades severas, como o exílio, também eram comuns. No período final da República, os crimes contra o público eram:
- Repetundae: era o crime de confisco ilegal de bens por um magistrado. O queixoso geralmente buscava a restituição de sua propriedade e a condenação do réu.
- Ambitus: um crime eleitoral, geralmente uma tentativa de influenciar ilegalmente os eleitores, como a compra de votos.
- Majestas: um crime contra a majestas do povo, ou seja, uma traição. Entre eles estavam complôs para assassinar um magistrado.
- Peculatus: a apropriação indébita, geralmente o roubo de propriedades públicas.
- Falsum: o falso testemunho.
- De Sicariis et Veneficis: "contra apunhaladores e envenenadores", ou seja, contra assassinos profissionais e seus colaboradores, criada pela Lex Cornelia de sicariis et veneficis.
- De Patricidis: contra o patrícidio, um crime que estendia também aos demais parentes.

Os três últimos foram criados pelo ditador Sula no início do século I a.C..

## Final do Império Romano
Em 395 d.C., as responsabilidades pretoriais haviam sido reduzidas a tarefas puramente municipais e sua única função era gerenciar o dispêndio monetário em jogos ou obras públicas. Porém, com o declínio de outros cargos tradicionais romanos, como o dos tribunos, o pretorado continuou sendo uma importante porta de entrada através da qual a aristocracia local podia entrar no senado ocidental ou no senado oriental. O pretorado era uma função cara de se manter pois esperava-se que o pretor tivesse dinheiro suficiente para realizar suas funções.

## Império Bizantino
Como muitas outras instituições romanas, o pretor (em grego: πραίτωρ; romaniz.: praitōr) sobreviveu no Império Bizantino. O imperador bizantino Justiniano I (r. 527–565) realizou uma grande reforma administrativa no início de 535, que envolveu a reunificação da autoridade militar e civil nas mãos do governador em certas províncias e a abolição das dioceses romanas. A Diocese da Trácia já havia sido abolida no final do século V por Anastácio I Dicoro e os antigos vigários se tornaram os novos pretores justinianos (em latim: "praetores Justiniani") da Trácia, com autoridade sobre todas as antigas províncias trácias, com exceção da Baixa Mésia e da Cítia Menor, que se tornaram parte da Questorado do exército. De modo similar, os governadores da Pisídia e da Licaônia, além da Paflagônia (já ampliada pela fusão com Honórias) foram elevados a "pretores justinianos" e receberam o status de homem espectável. Além disso, em Constantinopla, Justiniano substituiu o prefeito dos vigilantes, que era, até então, o responsável pela segurança da cidade, por um pretor popular (em grego: πραίτωρ [τῶν] δήμων; romaniz.: praitōr [tōn] dēmōn), com um amplo espectro de poderes.
No início do século IX, o pretor era um oficial administrativo júnior nos temas, subordinado ao estratego. Gradualmente, porém, os funcionários civis foram assumindo poderes maiores e, no final do século X, os pretores (também conhecidos como "krites", "juízes") foram colocados no topo da administração civil de um tema. A divisão entre encargos civis e militares foi, essencialmente, revertida novamente no século XII, quando os cargos civis de pretor ("praitōr") e militares de duque ("doux") eram nomeados aos pares. O cargo provincial foi extinto depois da colapso do império em 1204. Na administração da capital, porém, o posto da época de Justiniano de "pretor popular", chefe da polícia e subordinado ao eparca de Constantinopla, ainda existia em meados do século XIV.